# 刺毛中华秋海棠
刺毛中华秋海棠（学名：Begonia grandis subsp. sinensis var. puberula）为秋海棠科秋海棠属秋海棠的变种。分布在中国大陆的湖北、四川等地，生长于海拔1,200米的地区，常生于阴湿地方，目前尚未由人工引种栽培。